# Société de géographie de Finlande
La Société de Géographie de Finlande (finnois : Suomen Maantieteellinen Seura, sigle SMS) est une société scientifique dans le domaine de la géographie, fondée en 1888 en Finlande.
La société a été fondée en 1888 et compte au total près de 500 membres.

## Mission
Le but de la Société géographique finlandaise est de promouvoir la recherche en géographie et dans les domaines étroitement liés à la géographie.
La société édite deux séries de publications géographiques finlandaises, Terra et Fennia.
La Société soutient également la recherche par des subventions, achète des  publications et assure la liaison avec des clubs et associations nationaux et étrangers similaires.

## Médailles de la Société de géographie
La Société de géographie décerne les médailles suivantes:
- Médaille Iivari Leiviskä
- Médaille J.G. Granö
- Médaille Ragnar Hult
- Médaille Wilhelm Ramsay
- Médaille Väinö Auer
- Médaille A.E. Modeen
- Médaille d'or Fennia
- Médaille d'argent Fennia